# Hermacha nigrispinosa
Espèce
Hermacha nigrispinosa est une espèce d'araignées mygalomorphes de la famille des Entypesidae.

## Distribution
Cette espèce est endémique du Cap-Occidental en Afrique du Sud,. Elle se rencontre dans les monts Groot Winterhoek vers Tulbagh.

## Description
Le mâle syntype mesure 20 mm et la femelle syntype 22,5 mm.
Le mâle décrit par Ríos-Tamayo, Engelbrecht et Goloboff en 2021 mesure 11,66 mm et la femelle 24,97 mm.

## Publication originale
- Tucker, 1917 : « On some South African Aviculariidae (Arachnida). Families Migidae, Ctenizidae, Diplotheleae and Dipluridae. » Annals of the South African Museum, vol. 17, p. 79-138 (texte intégral).